# Umezaki Shujaku
Umezaki Shujaku (japanisch 楳崎 洙雀; geboren 1896 in Uwajima (Präfektur Ehime); gestorben 28. März 1969 in Kyōto) war ein japanischer Maler der Nihonga-Richtung.

## Leben und Werk
Umezaki Shujaku studierte Malerei unter Hashimoto Kansetsu. Ab 1921 besuchte viele Male China, um Material für seine Bilder zu sammeln. 
Auf der staatlichen 4. „Teiten“-Ausstellung 1922 wurde zum ersten Mal ein Bild von ihm angenommen, und zwar „Kakyō no Bou“ (嘉興の暮雨) – „Abendregen in Jiaxing“. Danach stellte er öfters auf der „Teiten“ und den Nachfolgerin, der „Shin-Bunten“ aus. 1931 war er auf der „Ausstellung japanische Malerei“ in Berlin zu sehen.
Nach dem Zweiten Weltkrieg stellte Umezaki auf der „Nitten“ aus. Zu seinen Werken gehören
- „Shitsunei seibutsu“ (室内静物) – „Stillleben im Zimmer“ 1951,
- „Nyorai zō“ (如来像) – „Bildnis einer buddhistischen Gotthjei“ 1953,
- „Hakubutsukan“ (博物館) – „Ein Museum“ 1954,
- „Umi no genzō“ (海の幻想) – „Das Meer ein Traum“ 1955.